# 𠀧𣷭县
𠀧𣷭县（越南语：／），又译“三海县”、“巴比縣”，是越南北𣴓省下辖的一个县。

## 地理
𠀧𣷭县北接咟淰县；西接宣光省那𧯄县；西南接𢄂屯县；南接白通县；东接银山县；东北接高平省原平县。

## 历史
法属时期，殖民政府在此设立𢄂野帮佐，后改设为𢄂野州，同时设立高峙帮佐。
1948年3月25日，北越政府改州为县，𢄂野州改制为𢄂野县。
1964年5月12日，上明社更名为藷香社，新民社更名为燕阳社，广成社更名为地灵社，兴道社更名为下效社，明福社更名为福禄社，越雄社更名为高峙社，石山社更名为研鸾社，越苏社更名为教效社，越华社更名为雁门社，雄强社更名为凭城社，大同社更名为爆布社，兴盛社更名为公凭社，联盟社更名为春罗社，亩宁社更名为康宁社，文意社更名为安胜社。
1964年12月29日，康宁社析置南亩社，广溪社坡外店划归南亩社管辖。
1965年4月21日，太原省和北𣴓省合并为北太省，𢄂野县随之划归北太省管辖。
1978年12月29日，𢄂野县划归高平省管辖。
1984年11月6日，𢄂野县更名𠀧𣷭县。
1996年11月6日，𠀧𣷭县重新划归北𣴓省管辖。
2003年5月28日，𠀧𣷭县以公凭社、教效社、雁门社、凭城社、爆布社、古灵社、春罗社、安胜社、高新社、研鸾社10社析置咟淰县。
2020年1月10日，高峙社并入上教社。

## 行政区划
𠀧𣷭县下辖1市镇14社，县莅𢄂野市镇。
- 𢄂野市镇（Thị trấn Chợ Rã）
- 彭泽社（Xã Bành Trạch）
- 高上社（Xã Cao Thượng）
- 藷香社（Xã Chu Hương）
- 地灵社（Xã Địa Linh）
- 同福社（Xã Đồng Phúc）
- 下效社（Xã Hà Hiệu）
- 黄峙社（Xã Hoàng Trĩ）
- 康宁社（Xã Khang Ninh）
- 美芳社（Xã Mỹ Phương）
- 南亩社（Xã Nam Mẫu）
- 福禄社（Xã Phúc Lộc）
- 广溪社（Xã Quảng Khê）
- 上教社（Xã Thượng Giáo）
- 燕阳社（Xã Yến Dương）